# Relazione riflessiva
In logica e in matematica, una relazione binaria {\displaystyle R} in un insieme {\displaystyle X} è detta riflessiva se ogni elemento di {\displaystyle X} è in tale relazione con sé stesso. In simboli, {\displaystyle R} è riflessiva se:
{\displaystyle \forall a\in X,\ aRa.}
Per esempio, la relazione "è maggiore o uguale a", definita sull'insieme dei numeri reali, è una relazione riflessiva, in quanto ogni numero reale è maggiore o uguale a sé stesso.
Altri esempi di relazioni riflessive sono:
- "è uguale a" (uguaglianza);
- "è un sottoinsieme di", definita su un insieme di insiemi;
- "è minore o uguale a", definita su un insieme ordinato;
- "divide" (divisibilità), definita per esempio sui numeri reali.

Si noti che, tra tutte le relazioni possibili, solo l'identità è riflessiva su qualunque insieme di definizione, mentre altre relazioni possono essere riflessive solo su una certa classe di termini. 
Una relazione è detta irriflessiva o antiriflessiva se nessun elemento del suo dominio è in tale relazione con sé stesso. In simboli:
{\displaystyle \forall a\in X,\ \lnot (aRa).}
Una relazione può essere riflessiva, irriflessiva, o anche nessuna delle due. Ad esempio, una relazione per la quale esiste almeno un elemento che non è in relazione con sé stesso non soddisfa la definizione di riflessività, ma nemmeno necessariamente quella di irriflessività (che è più forte).